# 胡厚宣
胡厚宣（1911年12月20日—1995年4月15日），幼名福林，男，直隶（今河北）望都人，中国甲骨文学家、殷商史学家。

## 生平
胡厚宣1911年12月20日出生於望都县。父亲名步云，字倬汉，秀才，在天津教家馆。子女7人，他行六。父亲收入不多，家乡土地又少，家境比较清贫。
1921年，就读保定第二模范小学。后入保定培德中学。1928年，考入北京大学預科，两年后升入史学系。恰逢1929年中央研究院历史语言研究所遷至北京，所內教授在北大兼課，胡也深受影響。1934年北大毕业，进入史語所考古组，参与安阳殷墟第十次和第十一次1004号大墓发掘工作。1935年回到南京，整理研究殷墟出土的甲骨，协助董作宾编辑《殷墟文字甲编》，并撰写全部释文。1937年，抗戰爆發，隨史語所撤出南京，幾經周折到達昆明。
1939年秋，原在昆明云南大学执教的顾颉刚，應成都齐鲁大学国学研究所要求任主任。他聘请胡去做研究员。1940年夏，闊別了史語所前往成都齐鲁大学，胡以自己从事的是历史研究而不是中国文学，力辞中国文学系主任及教授的兼职，改任历史社会系主任。1945年抗战胜利，前往北平探寻济南齐鲁大学本部明义士旧藏甲骨下落，搜访散落民间甲骨。1947年后改任复旦大学教授，兼历史系中国古代史教研室主任，教授先秦史。在此期间，除了教书外，前后发表了16篇文章（包括《甲骨文四方风名考》）、8部书，还出版了《甲骨学商史论丛》。
1956年下半年转入中国科学院历史研究所，任先秦史研究室主任。1958年赴苏联讲学。1961年起，协助郭沫若主持出版《甲骨文合集》，任总编辑。1983年编印出共收甲骨41,956版，集八十多年来甲骨文之大成的十三册巨著《甲骨文合集》。

## 主要著作
- 《甲骨年表》（与董作宾合编）
- 《甲骨学商史论丛初集》4册
- 《甲骨学商史论丛二集》2册
- 《甲骨学商史论丛三集》1册
- 《甲骨学商史论丛四集》2册
- 《古代研究的史料问题》
- 《五十年甲骨文发现的总结》
- 《五十年甲骨学论著目》
- 《殷墟发掘》
- 《战後宁沪新获甲骨集》
- 《战後南北所见甲骨录》
- 《战後京津新获甲骨集》
- 《甲骨续存》
- 《甲骨文合集》13册（任总编辑）
- 《苏德美日所见甲骨集》
- 《甲骨续存补编－甲编》
- 《中国断代史系列－殷商史》